# Jazdegerd III.
Jazdegerd III., tudi Jazdgerd III. in Jazdgird  III., (srednjeperzijsko 𐭩𐭦𐭣𐭪𐭥𐭲𐭩‎) je bil zadnji sasanidski kralj kraljev Irana, ki je vladal od leta 632 do 651, * 
624, Istahr, Sasanidsko cesarstvo, † 651, Merv, Horasan.
Bil je sin Šahrijarja, sina Kozrava II. Na prestol je prišel pri osmih letih. Zaradi otroštva je bil brez  avtoritete in zato figura v rokah vojaških poveljnikov, dvorjanov in vplivnih aristokratov, ki so se med seboj stallno vojskovali. Notranji spori so resno oslabili Sasanidsko cesarstvo, kar je privedlo do invazij Gokturkov z vzhoda in Hazarov z zahoda. Arabci so se v tem času združili pod praporom islama in napadli Iran.  Jazdegerd III. ni bil sposoben odbijati arabskih napadov in je večino svoje vladavine bežal iz province v provinco v upanju, da bo zbral dovolj veliko vojsko. Leta 651 ga je v bližini Marva ubil nek mlinar, s čimer se je po več kot 400 letih obstoja končalo zadnje predislamsko iransko cesarstvo.

## Ime
Ime Jazdegerd je sestavljeno iz staroiranskih besed yazad yazata - božansko bitje in  -karta – narejen, torej božje delo. Ime je primerljivo z iranskim imenom Bogkart in grškim Theoktistos. Ime Jazdegerd je znano tudi v drugih jezikih kot pahlavijsko Jazdekert, novoperzijsko Jazd(e)gerd, sirsko Jazdegerd, Izdegerd in Yazdegerd, armensko Jazdkert, v Talmudu Izdeger in Azger, arabsko Jazdeidžerd in gršo Isdigerdes.

## Ozadje
Jazdegerd je bil sin princa Šahrijarja in vnuk zadnjega pomembnega iranskega šaha Kozrava II. (vladal 590-628). Slednjega je leta 628 odstavil in usmrtil njegov sin Kavad II. Kavad je usmrtil tudi vse svoje brate in polbrate, vključno s Šahrijarjem. Poboj  je tako prizadel cesarstvo, da se ni nikoli več opomoglo. Sprožil je štiriletno državljansko vojno, v kateri so najmočnejši člani plemiških družin dobili popolno avtonomijo in začeli ustanavljati svoja kraljestva. Nadaljevale so se tudi sovražnosti med perzijskimi  (Parsig) in partskimi (Pahlav) plemiškimi družinami in uničile narodno bogastvo. Nekaj mesecev kasneje je v zahodnih sasanidskih provincah izbruhnila katastrofalna kuga, ki je pomorila polovico tamkajšnjega prebivalstva, vključno s Kavadom II.
Kavada II. ja nasledil osemletni sin  Ardašir III., katerega je dve leti kasneje ubil slavni sasanidski general Šahrbaraz. Slednjega je štirideset dni kasneje v državnem udaru ubil pahlavijski vodja Faruk Hormizd in na prestol posadil kraljico Boran, hčerko Kozrava II. Boran so leto kasneje odstavili. Njej je na prestolu sledilo več vladarjev, dokler ni leta 631 na prestol ponovno prišla Boran. Naslednje leto so  jo ubili, verjetno partski vodja Piruz Kozrav. Najvplivnejšima  mogotcema  v cesarstvu, Rostamu Farohzadu in  Firuzu Kozravu, so začeli groziti njihovi ljudje, da sta nazadnje pristala na vzajemno sodelovanje.  Na prestol sta posadila Jazdegerda III. in državljanska vojna se je s tem končala. Novi vladar je bil kronan v Anahitinem ognjenem templju v Istahru, kjer se je skrival med državljansko vojno. V istem templju je bil kronan tudi prvi sasanidski šah Ardašir I. (vladal 224–242). Razlog za Jazdegerdovo kronanje na tem mestu je bilo upanje na oživitev  cesarstva. Jazdegerd je bil eden od nekaj zadnjih še živih članov Sasanidske dinastije. Večina zgodovinarjev meni, da je bil ob kronanju star osem let.

## Vladanje

### Stanje v cesarstvu
Jazdegerd seveda ni imel avtoritete, potrebne za vzpostavitev stabilnosti v svoje obširno cesarstvo, ki so ga razjedali neprestani notranji spori in spopadi med vojaškimi poveljniki, dvorjani in vplivnimi aristokrati. Veliko guvernerjev je razglasilo svojo neodvisnost in ustanovilo svoje kraljestvo. Guvernerja provinc Mazun in Jemen sta razglasila svojo neodvisnost že med državljansko vojno 628–632 in povzročila razpad sasanidske oblasti na Arabskem polotoku. Arabija se je zatem združila pod islamsko zastavo. Iranist Khodadad Rezakhani meni, da je Sasanidsko cesarstvo izgubilo večino svojega ozemlja verjetno po usmrtitvi Kozrava II. leta 628.
Cesarstvo je začelo postajati vedno bolj podobno partskemu fevdalnemu sistemu pred padcem Arskidskega cesarstva. Jazdegerd, ki je sicer vedel, da je zakonit vladar tako Parsov kot Pahlavov, očitno ni vladal celemu cesarstvu.  V prvih letih njegovega vladanja so njegov denar kovali samo v Parsu, Sakastanu in Huzistanu, se pravi v regijah na  jugozahodu  (Xwarwarān) in jugovzhodu (Nēmrōz), kjer so prevladovali Parsi. Pahlavi, ki so prevladovali na severu cesarstva, so kovanje njegovega denarja zavrnili. Zgleda, da Jazdegerdova oblast tudi na jugu ni bila trdna. Sasanidski kandidat za prestol Kozrav IV. je svoj denar do leta 636 koval v Susi. Po Rezakhanijevem mnenju Jazdegerd ni obvladoval tudi Mezopotamije, vključno s prestolnico Ktezifon.
Cesarstvo so v tistem času napadali na vseh frontah. Na vzhodu so napadali Gokturki, na zahodu pa Hazari, ki so opustošili Armenijo in Adurbadagan. Sasanidska vojska je zelo oslabela zaradi vojne z Bizantinci in notranjih konfliktov. Stanje v državi je bilo tako kaotično in alarmantno, da so prebivalci odkrito govorili o obsežnem propadanju njihovega cesarstva in vzroke  zanj iskali v naravnih nesrečah.

### Prvi spopadi z muslimanskimi Arabci
Maja 636 so muslimani pri strateško pomembnem mestu Al-Hira v sedanjem Iraku porazili sasanidsko vojsko pod Azadbegovim poveljstvom. Kmalu zatem so osvojili tudi samo mesto. Po padcu Al-Hire je začel Jazdegerd posvečati veliko pozornost prav muslimanom. Rostam Farohzad je proti njim poslal svojo vojsko pod poveljstvom perzijskega častnika Bahmana Džaduja  in armenskega častnika Džalinusa. Sasanidska vojska je uspela v bitki na mostu poraziti muslimane. 
Leta 636 je Jazdegerd III. ukazal Rostamu Farohzadu, naj obrzda arabske napadalce in mu zatem rekel: "Danes si najslavnejši mož med Iranci in vidiš, da se iransko ljudstvo s stanjem, kakršno je danes, ni soočilo odkar je na oblast prišel Ardašir I." K Jazdegerdu je prišla delegacija s prošnjo, naj odstavi generala Rostama in ga zamenja z nekom, na katerega se bodo ljudje lahko zanesli.
Jazdegerd III. je v prosil Rostama za ocenitev arabskih sil odkar sta se utaborila v Kadiziji. Rostam je arabsko vojsko ocenil kot  "krdelo volkov, ki so napadli nič hudega sluteče pastirje. da bi jih uničili". Jazdegerd se z njegovim mnenjem ni strinjal.

### Zadnji odpor
Sasanidska vojska je v bitki pri Al-Kadiziji doživela kazastrofalen poraz. V bitki so bili ubiti Rostam, Bahman, Džalin in armenska princa Grigor II. Novirak in Mušeg III. Mamikonijan.  Muslimani so začeli po zmagi brez odpora prodirati proti sasanidski prestolnici Ktezifon. Jazdegerd je z državno blagajno in tisoč služabniki pobegnil v Hulvan v Mediji in obrambo mesta prepustil Farohzadovemu bratu Farukzadu. Slednji mesta ni branil, ampak je tudi sam pobegnil v Hulvan. Arabci so po prihodu začeli oblegati zahodni del Ktezifona in ga kmalu osvojili.
Perzijski poraz v bitki pri Al-Kadiziji se pogosto opisuje kot prelomnica v arabskem osvajanju Irana, kar sploh  ni res. Bitka je pomenila budnico za razdrobljene iranske vojske, ki so spoznale, da njihova razdrobljenost pomeni neizbežno uničenje. To poudarja tudi Al-Tabari in pravi, da so bili ljudje  po padcu Ktezifona razdvojeni:  
"Ljudje, ki so bili tik pred tem, da začnejo hoditi  vsak po svoji poti, so začeli govoriti drug drugemu: 'če se zdaj razkropimo, nas nihče več ne bo uspel združiti'."
Aprila 637 so Arabci v bitki pri Džaluli porazili še eno perzijsko vojsko. Jazdegerd je po tem porazu pobegnil še globlje v Medijo. Zbral je novo vojsko in jo poslal v Hahavand, da bi osvojila izgubljeni Ktezifon in preprečila nadaljnje prodiranje muslimanov. Jazdegerdova vojska je bila videti tako močna, da je kalif Omar pod al-Numanom ibn Mukrinom združil arabski vojski iz Kufe in Basre in ju okrepil s silami iz Sirije in Omana. Sledila je bitka, ki naj bi trajala sedem dni. Obe vojski sta imeli velike izgube. V bitki so padli al-Numan ibn Mukrin in perzijska generala Mardanšah in  Piruz Kozrav. Bika pri Nahavandu leta 642 je bila po bitko pri Al-Kadiziji  druga vojaška katastrofa Sasanidov.

### Beg
Jazdegerd je po drugem katastrofalnem porazu pobegnil v Isfahan in zbral majhno vojsko pod nekim častnikom Sijahom, ki je v vojni z Arabci izgubil vso svojo imovino. Sijah in njegova vojska so se Jazdegerdu uprli in pristali na sodelovanje z Arabci v zameno za posesti, kjer bi lahko živeli. Jazdegerd je medtem prišel v Istahr, kjer je poskušal organizirati bazo za obrambo province Pars. Leta 650 je guverner Basre Abdulah ibn Emir napadel Pars in dotolkel perzijski odpor. Ubil je okoli 40.000 branilcev mesta in veliko plemičev in opustošil mesto. Po izgubi Parsa je Jazdegerd pobegnil v Kerman, arabska vojska pa ga je zasledovala. Jazdegerd ji je v snežni nevihti v Birmandu uspel pobegniti. 
Po prihodu v Kerman je doživel neprijateljski sprejem marzbana (general in nekakšen mejni grof) Kermana in odšel v Sakastan. Za njim je prišla vojska iz Basre, ki je v krvavi bitki porazila in ubila marzabana Kermana. Po prihodu v Sakastan je Jazdegerd zahteval, da se zanj začne pobirati davek, s čimer je izgubil podporo sakastanskega guvernerja. Jazdegerd je zatem odšel v Merv, da bi se pridružil vodji Turkov. Po prihodu v Horasan se prebivalci niso strinjali z Jazdegerdovim  nadaljevanjem vojne in zahtevali sklenitev miru z Arabci. Jazdegerd je njihovo zahtevo zavrnil. Arabci so po krvavih bojih okoli leta 650-652 ovojili Sakastan. Ko je Jazdegerd prišel v Merv v sedanjem Turkmenistanu, je tudi tam zahteval, da se zanj pobira davek in tudi tam izgubil podporo guvernerja. Slednji se je povezal z vladarjem Heftalitov Badgisom in z njegovo pomočjo porazil Jazdegerda in njegove pristaše.

### Smrt, pokop in zapuščina
Po porazu je Jadegerd dobil zatočišče pri mlinarju v okolici Merva, ki ga je leta 651 umoril, domnevno zaradi njegovega nakita, medtem ko  Cambriška zgodovini Irana omenja, da je mlinarja poslal Mahoe Suri. Jazdegerdova smrt je vsekakor pomenila konec Sasanidskega cesarstva in Arabcem olajšala osvajanje preostalega dela Irana. Arabci so kmalu osvojili ves Horasan in ga uporabili za izhodišče za napad na Transoksanijo. Jazdegerdova smrt je pomenila tudi konec zadnjega predislamskega iranskega cesarstva, ki je trajalo več kot 400 let. Cesarstvo, ki je v preteklosti v kratkem času osvojilo Egipt in Malo Azijo in celo oblegalo Konstantinopel, je padlo pred vojsko lahko oboroženih Arabcev in njihovo taktiko, značilno za vojskovanje v puščavi. Perzijska težka konjenica je bila prepočasna in preveč sistemizirana, da bi se uprla Arabcem. Proti njim bi bili mnogo bolj uspešni najeti arabski ali vzhodnoiranski konjeniki iz Horasana in Transoksanije.
Jazdegerda so, po izročilu, pokopali krščanski menihi v visoko grobnico na vrtu, okrašeno s svilo in  odišavljeno z mošusom. Menihi so prekleli Mahoa in Jazdegerdu spesnili himno, v kateri so objokovali padec borbenega kralja in rodbino Ardaširja I. Dogodek, resničen ali ne, kaže, da so iranski kristjani ostali lojalni zoroastrskim Sasanidom, morda še bolj kot iransko plemstvo, ki je Jazdegerda zapustilo. Med poznimi sasanidskimi kralji in kristjani so bile tesne vezi, mnogo tesnejše kot v zgodnjem sasanidkem obdobju.  Jazdegerdova žena je bila, po ljudskem izročilu, kristjanka,  njegov sin in naslednik Peroz III. pa je bil, zgleda, privrženec krščanstava in je na Kitajskem kot begunec  celo zgradil cerkev.  Jazdegerd se v zgodovini omenja kot mučeniški princ. V islamskem Iranu je veliko vladarjev in funkcionarjev trdilo, da so Jazdegerdovi potomci.

## Zoroastrski koledar
Zoroastrski verski koledar je še vedno v rabi. Za njegovo prvo leto šteje vladarsko leto Jazdegerda III.  Leta po tem koledarju imajo pripis Y.Z. Magi štejejo smrt Jazdegerda III. za konec Zaratustrovega tisočletja in začetek Ošedarjeveva tisočletja.

## Opomba
1. ↑  Rostam Farohzad je bil sin Faruka Hormizda, katerega je leta 631 nasledil kot vodja Pahlavov. Kasneje je bil ubit  v poskusu uzurpacije sasanidskega prestola.